# ピックル・ストーム 異世界からの転校生
『ピックル・ストーム 異世界からの転校生』（英: Pickle Storm）はダン・ガスター、ウィル・イング、ポール・パウエル原案、Black Dog Televisionによって製作されたCBBCのイギリスのコメディドラマ。2024年9月にイギリスにおいてプレミア放送がされた。日本では2025年7月20日にNHK Eテレにおいて放送が開始された。

## 概要
主人公は家族と共に異世界「クレフタニア」（Kelftania）から逃れた魔法が使える9才の少女ピックル・ストーム。ピックル・ストームは、ドラゴンや戦士のいる魔法の異世界「クレフタニア」で家族（ストーム一家）と楽しく暮らしていた。しかしクレフタニアの王に邪悪なクランケット卿が就き、危機を感じたため一家は異次元につながるポータルを通ってクレフタニアから地球へと逃げ込む。一家は「地球人」のふりをして暮らすことになる。一家がたどり着いたのは「ミドリントン」（Middlington）というイギリスの町、そこはクレフタニアとは何もかも違っていた。

## 登場キャラクター
（この節の出典）

### ストーム一家
- ピックル（Pickle）
  - 演: キャシディ・ロバーツ、声: 大和田仁美
  - ライストラとヘンドリックの娘[1]。シーズン1時点で9才[2]。頑固で、いつも決心している[2]。上手に魔法をコントロールする事がまだできず、特に怒った際や嬉しい際などの感情が動いた際には不意に魔法が出てしまう事がよくある。
- ライストラ（Lystra）
  - 演: ドナ・プレストン（英語版）、声: 永田亮子
  - ピックルの母、クレフタニアでは戦士かつ王室親衛隊長を務めていた[1][4]。
- ヘンドリック（Hendrick）
  - 演: イネル・トムリンソン（英語版）、声: 福田賢二
  - ピックルの父、クレフタニアでは魔法使いだったが地球に来た後は魔法が使えなくなった[1][4]。風変り[2]。
- スワンピー（Swumpy the Warthoffle）
  - 声: ジャスティン・フレッチャー（英語版）
  - ピックルのペット[1][4]。ピックルからは信頼されている[2]。半分ウサギ、半分イノシシのウサイノシシ（英: warthoffle[8]）という生物種[1][4]。

### 地球人
- ミア（Mia）
  - 演: ケイデンス・ウィリアムズ、声: 白浜灯奈乃
  - ピックルの地球での初めての友達かつ親友[1][4]。地球上で唯一ピックルが魔法を使えるという事を知ってる[1][4]。
- ティナ（Tina[9]）
  - ミアの姉[10]。
- ローランド（Roland）
  - 演: トビー・バーネット＝ジョーンズ、声: 川上ひろみ
  - ピックルのクラスメート[1]。ピックルに対して、いつもいじわるをする[1]。
- ラドカム校長（Mr Ludcomb）
  - 演: フィリップ・グリーン、声: マルヤマタケシ
  - ピックルたちが通う学校の校長[1]。ルールを守る事を重視している[1]。自らの事が大好き[1]。
- デレク（Derek）
  - 演: マイケル・コンドロン、声: 加藤拓二
  - ピックルに困惑しているストーム一家の隣人[2]。
- ヤスミン（Yasmin）
  - 演: ミトラ・ジャリリ、声: 片岡身江
  - ピックルに困惑しているストーム一家の隣人[2]。

### クレフタニア
- クランケット卿
  - 異世界クレフタニアの新たな邪悪な王[1][4]。ストーム一家がクレフタニアから逃げ出す要因となった[1][4]。

## 放送
- シーズン1
  - 日曜日 17:25 - 17:50[4]
  - NHK Eテレ 2025年7月20日[4] -

## エピソード

### シーズン概要
| シーズン | シーズン | イギリス       | イギリス       | 日本           | 日本       |
| シーズン | シーズン | 初回放送日     | 最終放送日     | 初回放送日     | 最終放送日 |
| -------- | -------- | -------------- | -------------- | -------------- | ---------- |
|          | 1        | 2024年09月09日 | 2024年09月20日 | 2025年07月20日 | （未定）   |
|          | 2        | 2025年04月28日 | （未定）       | （未放送）     | （未放送） |

### シーズン1
| 話数 | 日本語版タイトル      | 原題               | 監督                  | 脚本          | 初放送日 (JST)        | 出典         |
| ---- | --------------------- | ------------------ | --------------------- | ------------- | --------------------- | ------------ |
| 1    | いざ、チーキューに    | Welcome to Ee'arth | Dez McCarthy          | Will Ing      | 2025年07月20日        | [ 4 ] [ 14 ] |
| 2    | ガックォウってなあに? | What's School      | Louise Ni Fhiannachta | Will Ing      | 2025年08月03日        | [ 15 ]       |
| 3    | 仲直りクエスト        | Level Whoops       | Eoin Cleland          | Tasha Dhanraj | 2025年08月10日        | [ 16 ]       |
| 4    | ネズミ、逃亡チュー    | Mouse              | Dez McCarthy          | Will Ing      | 2025年08月17日        | [ 17 ]       |
| 5    | 怒りのひまわり        | Mother's Day       | Eoin Cleland          | Hannah George | 2025年08月24日 (予定) | [ 18 ]       |